# Man on the Moon II: The Legend of Mr. Rager
Man on the Moon II: The Legend of Mr.Rager è il secondo album del rapper statunitense Kid Cudi, pubblicato il 9 novembre 2010 dall'etichetta discografica GOOD Music. Serve come sequel del suo album di debutto in studio Man on the Moon: The End of Day (2009), ed è il secondo capitolo della trilogia di Man on the Moon. La produzione dell'album ha avuto luogo tra il 2009 e il 2010 in vari studi di registrazione ed è stata gestita dai collaboratori di lunga data Emile Haynie e Plain Pat. Conteneva anche contributi di Anthony Kilhoffer, Blended Babies, Chuck Inglish, Dot da Genius, Jim Jonsin e Rami Beatz, tra gli altri. L'album è stato supportato da due singoli: "Erase Me" e "Mr. Rager".
L'album incorpora elementi di alternativo e psichedelica al suono che Cudi ha esplorato nel suo album precedente. Presenta una miscela di testi oscuri ed emotivi, che esplorano temi di depressione, solitudine, distacco e isolamento. L'album evidenzia anche altri argomenti, come l'ex dipendenza da cocaina di Cudi, la fama e l'alcolismo, nonché problemi familiari e donne. L'album presenta la partecipazione di CeeLo Green, Mary J. Blige, Kanye West, Cage, St. Vincent, GLC, Chip tha Ripper e Nicole Wray. Altri contributori includono Mike Dean, Larry Gold, Ken Lewis, Frank Romano e Ray Bradley.
Man on the Moon II: The Legend of Mr. Rager ha debuttato al numero tre della classifica statunitense Billboard 200, vendendo 169.000 copie durante la prima settimana di uscita. L'album ha ricevuto recensioni generalmente positive dalla critica, grazie ai suoi diversi cambiamenti nel suono e al tema continuo dell'album. Il 27 marzo 2018, l'album è stato certificato platino dalla Recording Industry Association of America (RIAA) per vendite di oltre un milione di copie negli Stati Uniti.

## Retroscena

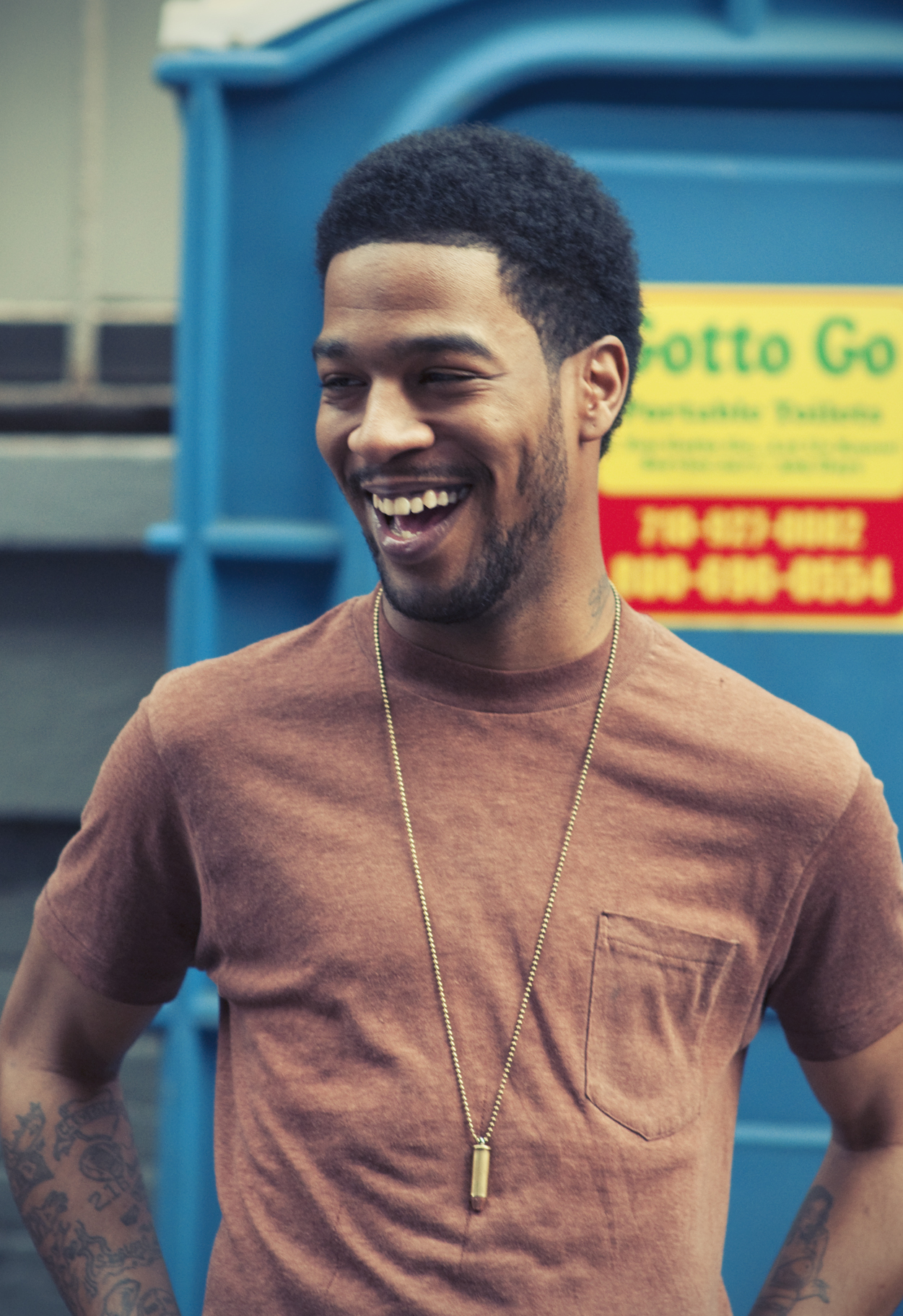
Kid Cudi nel 2010

Il 25 agosto 2009, Cudi annuncia che il suo secondo album sarebbe stato parte di una trilogia, originariamente si sarebbe intitolato Man on the Moon: The Ghost in the Machine. Nella stessa intervista stava ancora lavorando al titolo del terzo Man on the Moon. Tre settimane dopo, Cudi pubblica Man on the Moon: The End of Day. Ha venduto 104.000 copie nella prima settimana e si è classificato al numero quattro. In un'intervista a MTV, Cudi annunciò che il seguito del suo album di debutto sarebbe stato una compilation intitolata Cudder, che avrebbe avuto molte collaborazioni. Ha dichiarato di aver già registrato canzoni con Snoop Dogg, Travis Barker, Clipse, Cage e Pharrell Williams, e che gli piacerebbe anche lavorare con Drake, Green Day, Kings of Leon, Robin Thicke, The Killers e The Postal Service sull'album. Il 7 gennaio 2010, Cudi ha rivelato in una video intervista con Karmaloop TV che stava lavorando con Pharrell a Miami per
l'album. Una settimana dopo, cambia il titolo da "Cudder" a "Cudder and the Revolution of Evolution" in uno spettacolo a Milwaukee. Pochi mesi dopo, Cudi è andato sul suo blog per annunciare di aver abbandonato il tema collaborativo di Cudder per un progetto più personale. Ha dichiarato:
Annuncia che l'album si sarebbe intitolato Man on the Moon II: The Legend of Mr. Rager. Cudi ha dichiarato che "Man on the Moon II è oscuro per natura e invece di portarti nei miei sogni come il mio primo album, ti sto portando nella mia realtà, nel bene e nel male. Spiegherà di più su chi sono e spingendo musicalmente i limiti." In un'intervista di Complex per il suo servizio fotografico di copertina intitolato "Mad Man on the Moon", parla dell'album e afferma "È esplicito, ma intelligentemente esplicito. Non mi trattengo. Non ho riguardo per ciò che la gente considera giusto o sbagliato". Alcune cose le seguo, come la legge, da qui in avanti. Ma a parte questo, faccio quello che voglio fare, non mi trattengo. Ecco perché sono così entusiasta di questo trasferimento a L.A., perché voglio solo continuare a crescere creativamente, ovunque, come essere umano." Più tardi nell'intervista, ha parlato del motivo per cui l'album è cambiato dicendo: "Quando ho iniziato a fare dischi come "Erase Me". Volevo che questo album fosse divertente, ma la merda oscura era la mia vita in quel momento. Stavo lottando per non scrivere È stato frustrante scrivere un album in collaborazione: ho perso interesse ed è diventato più un compito che qualcosa che volevo fare. Non è così che dovrebbe essere il giorno in cui diventa lavoro, devi andare in pensione."

## Registrazione e produzione

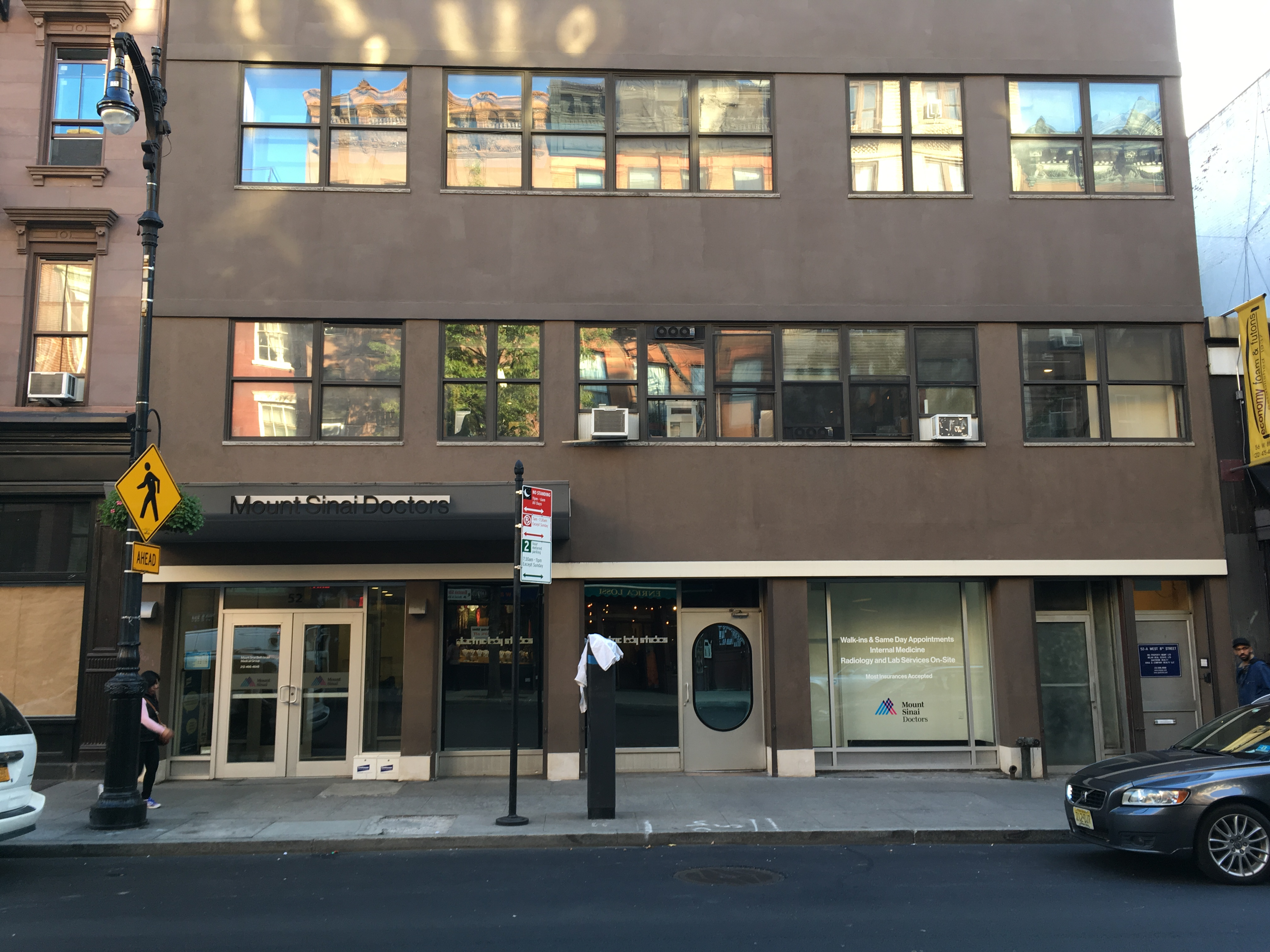
Parti dell'album sono state registrate agli Electric Lady Studios

Le sessioni di registrazione per l'album si sono svolte in diversi studi di registrazione, tra cui Avex Recording Studios a Honolulu, Electric Lady Studios a New York, Glenwood Place Studios a Burbank, Parkland Playhouse a Parkland, The Broski Room a New York City, Westlake Recording Studios a West Hollywood. Il brano "We Aite (Wake Your Mind Up)" è stato registrato ai Germano Studios di New York City, e altri brani come "Marijuana" e "Ashin Kusher" sono stati registrati al Record Plant di Los Angeles. La title track "Mr. Rager" è stata registrata ai NightBird Recording Studios di West Hollywood. "All Along" è stato registrato agli MSR Studios di New York City, e l'ultima traccia "Trapped in My Mind" è stata registrata allo Scott's Crib di New York City. L'album è stato mixato ai Larrabee Studios di Los Angeles, ai Circle House Recording Studios di Miami, ai Paramount Recording Studios di Los Angeles e agli MSR Studios. Prima del processo, è stato mixato da Manny Marroquin, insieme a Christian Plata ed Erik Madrid. Tutte le canzoni sono state masterizzate da Vlado Meller agli Universal Mastering Studios.
Il produttore Emile Haynie ha gestito la maggior parte della produzione dei brani. Oltre al collaboratore di lunga data di Cudi, Cudi ha anche collaborato con il produttore vincitore del Grammy Award Anthony Kilhoffer, che ha lavorato spesso con Kanye West. Il compositore Larry Gold ha arrangiato e diretto con gli archi quattro tracce, e il produttore Mike Dean ha contribuito con la chitarra a tre tracce dell'album. Nell'aprile 2010, Cudi era in studio con l'artista Kenna.
Jim Jonsin, che ha prodotto il primo singolo dell'album, ha paragonato la fusione di suoni di Cudi all'album di genere di B.o.B B.o.B Presents: The Adventures of Bobby Ray, affermando: "È un mix. È una specie di roba da club, qualcosa di rap tradizionale hip-hop e poi un po' di roba rock-pop sta andando ovunque." Cudi in seguito disse che Jonsin aveva male informato i fan riguardo al nuovo album, "Ho avuto un amore folle per Jim ma era male informato. Non c'è nessuna canzone di Kanye & Kid Cudi e Duran Duran, campionerei un disco degli anni '90 prima di un disco degli anni '80 ogni giorno e quando Ho lavorato con Jim, non avevo ancora iniziato le sessioni con Plain Pat ed Emile quindi la direzione del mio album era ancora da decidere."
Nel settembre 2010, in un'intervista con Spike TV, Cudi ha parlato delle apparizioni come ospiti dell'album: "Amico, quando si tratta di caratteristiche, mi attengo semplicemente ai miei amici. I miei amici Chip tha Ripper, GLC [che è] GOOD Music. Ho il mio ragazzo Cage lì e Mary J. Blige sull'album. Abbiamo Cee Lo Green sull'album. Sta davvero decollando da dove ci eravamo fermati l'ultima volta.

## Musica e testo
(Greg Kot, Chicago Tribune.)
Man on the Moon II: The Legend of Mr. Rager espande l'estetica spaziale e atmosferica del suo predecessore, The End of Day. Presenta una produzione inquietante e soprannaturale che incorpora rock alternativo, musica psichedelica, post-punk e new wave. Gli elementi dell'album consistono di; ritmi-electro, ritmi minimalisti, corde cupe, sintetizzatori storditi, campionamenti spettrali, chitarre distorte, e melodie malinconiche.
Gli scrittori musicali hanno notato "alt-rock degli anni '90" e un "suono degli anni '70" nella musica dell'album. Lo scrittore di Spin Charles Aaron ha osservato: "Il suo viaggio ammonitore porta la musica in una direzione improvvisata di rock alternativo degli anni '90, potenziata da ritmi nervosi che rispecchiano stranamente la fretta e lo schianto di qualcuno a cui è stato dato troppo accesso a troppo culo. " Matthew Cole di Slant Magazine ha scritto "scopre che Cudi scava più a fondo nel buco nero della psichedelia spaziale, fondendo l'hip-hop clinico e sintetico di 808s & Heartbreak con suoni rock derivati da Jimi Hendrix, Pink Floyd e Frank Zappa". Lo scrittore di Sputnikmusic Channing Freeman ha commentato la produzione dicendo "i ritmi sono più lenti, sembrano in qualche modo più claustrofobici, come se i muri delle canzoni si stessero chiudendo attorno a Cudi e lui stesse cercando di raggiungere la fine prima di essere schiacciato".
Dal punto di vista dei testi, continua con la serie di brani autobiografici come il suo predecessore e segue temi come la depressione, solitudine, distacco e isolamento, ma in un contesto più oscuro. Greg Kot del Chicago Tribune ha commentato: "Si tuffa in un mondo di spavalderia e after-party, con la loro scorta infinita di droghe e donne". I testi di Cudi in Man on the Moon II affrontano la sua precedente dipendenza da cocaina, fama ritrovata, questioni familiari, alcolismo, e donne. Nelle prime due canzoni dell'album "Scott Mescudi vs the World" e "Revofev", Cudi fornisce un'introduzione all'album dove dimostra gli alti e bassi, dicendo anche ai ragazzi di avere speranza. "Don't Play This Song" è il luogo in cui Cudi fornisce una breve spiegazione della sua storia di uso di droga, e spiega i suoi pensieri repressi che accennano al suicidio. "Marijuana" è un inno alla sopra-citata dove Cudi la presenta con tatto come un sollievo al suo disagio mentale. Il singolo principale "Erase Me" parla di una ragazza che odia Cudi, ma non riesce a dimenticarlo. In tutto l'album, l'argomento del dubbio risplende, con canzoni che mostrano emozioni di incertezza ("These Worries", "The End") e le esperienze oscure vissute da Cudi ("Maniac", "Mr. Rager"). In "Ghost!" descrive l'attraversamento delle prove e delle tribolazioni della vita e la desensibilizzazione al viaggio straziante. SgtPeppers di Sputnikmusic nota "Attraverso le metafore, apprendiamo l'ascesa e la caduta, e l'ascesa dell'alter-ego" Mr. Rager". Come lui, alla fine, ha pagato il prezzo per tutte le sue azioni ostili, ma grazie a ciò è diventato una persona migliore. Esperienza = Saggezza, questo è il tema dell'album. E sebbene questo album sia tutto incentrato su "Mr. Rager", questo è il modo più onesto che abbia mai avuto con noi."

## Uscita e promozione
Originariamente, l'uscita dell'album era prevista per agosto, ma in seguito è stato rivelato che la data di uscita sarebbe stata il 14 settembre 2010. Tuttavia, nel luglio 2010, è stato annunciato che l'album sarebbe stato posticipato al 28 settembre, poi è stato rivelato che sarebbe stato deciso per il rilascio del 26 ottobre. Infine, sarebbe stato annunciato che l'album sarebbe arrivato nella data di uscita ufficiale finale, il 9 novembre 2010.
Sul sito ufficiale di Cudi, il 10 giugno 2010, pubblica che si esibirà al Bape Store di New York e ha lasciato un messaggio con la scritta "per la rivoluzione". Più tardi quella notte, avrebbe eseguito il brano "Revofev", che sta per "Revolution of Evolution". Sette giorni dopo, la traccia sarebbe stata pubblicata come singolo promozionale attraverso il sito web di Cudi il 17 giugno 2010, la canzone è prodotta da Plain Pat. Il 16 agosto 2010, tre brani ("Erase Me", "Wylin Cause I'm Young", "Mr. Rager") sarebbero stati pubblicati tramite un mixtape chiamato G.O.O.D Ass Mixtape, il giorno successivo, "Erase Me" fu ufficialmente pubblicato come singolo radiofonico. La canzone "Wild'n Cuz I'm Young" originariamente includeva un verso di Kanye West; anni dopo Cudi rivelò che Jay-Z aveva anche registrato una strofa per la traccia, che doveva essere remixata.

## Tracce
Act 1 -The World I Am Ruling
1. Scott Mescudi Vs The World (feat. Cee Lo Green) – 3:55 (Scott Mescudi, Emile Haynie)
2. REVOFEV – 3:03 (Scott Mescudi, Patrick Reynolds)

Act 2 -A Stronger Trip
1. Don't Play This Song (feat. Mary J. Blige) – 3:43 (Scott Mescudi, Emile Haynie)
2. We Aite (Wake Your Mind Up) – 1:27 (Scott Mescudi, Emile Haynie)
3. Marijuana – 4:20 (Scott Mescudi, Oladipo Omishore)
4. Mojo So Dope – 3:31 (Scott Mescudi, Emile Haynie, Jannis Noya Makrigiannis, Anders Rhedin, Fridolin Nordsø Schjoldan)

Act 3 - Party On
1. Ashin' Kusher – 3:49 (Scott Mescudi, Evan Ingersoll)
2. Erase Me (feat. Kanye West) – 3:13 (Scott Mescudi, Kanye West, James Scheffer, Frank Romano)
3. Wild'n Cuz Im Young – 4:14 (Scott Mescudi, Patrick Reynolds)
4. The Mood – 2:36 (Scott Mescudi, Emile Haynie)

Act 4 - The Transformation
1. MANIAC (feat. Cage & St. Vincent) – 2:58 (Scott Mescudi, Christian Palko, Anthony Kilhoffer, Anne Erin Clark)
2. Mr. Rager – 4:54 (Scott Mescudi, Emile Haynie)
3. These Worries (feat. Mary J. Blige) – 4:16 (Scott Mescudi, Emile Haynie)
4. The End (feat. GLC, Chip Tha Ripper & Nicole Wray) – 4:21 (Scott Mescudi, Charles Worth, Leonard Harris, Nicole Wray, Richard Perry, Jonathan Keller, Skip Mahoney, James Purdie)

Act 5 - You Live & You Learn
1. All Along – 3:23 (Scott Mescudi, Emile Haynie)
2. GHOST! – 4:49 (Scott Mescudi, Emile Haynie, Rusty Evans, Victoria Pike, Teddy Randazzo)
3. Trapped In My Mind – 3:34 (Scott Mescudi, Oladipo Omishore)

## Classifiche

### Classifiche settimanali
| Classifiche (2010) | Posizione massima |
| ------------------ | ----------------- |
| Canada             | 5                 |
| Francia            | 77                |
| Germania           | 64                |
| Irlanda            | 56                |
| Regno Unito        | 88                |
| Stati Uniti        | 3                 |
| Svizzera           | 36                |

### Classifiche di fine anno
| Classifica (2010) | Posizione |
| ----------------- | --------- |
| Stati Uniti       | 193       |
| Classifica (2011) | Posizione |
| Stati Uniti       | 134       |